# Georges Lacombe (festő)
Georges Lacombe (Versailles, 1868. június 18. – Alençon, 1916. június 29.) francia festő és szobrász. Őt tartják szimbolizmus egyik atyjának és tagja volt a Nabis művész csoportnak.

## Életútja és munkássága
Lacombe jómódban élő művészcsaládban született, édesanyja, Laure kiemelkedő festőművész volt. Lacombe tanulmányokat Párizsban, a Julian Akadémián folytatott, tanítómesterei az impresszionisták voltak, Alfred Philippe Roll és Henri Gervex.
1892-ben csatlakozott Lacombe a fiatal képzőművészek Nabis mozgalmához, melyhez neoimpresszionisták, azaz pointillisták tartoztak, Émile Bernard, Paul Sérusier. A Nabis csoport legtöbb tagja, köztük Lacombe is, az 1890-es években a nyarakat Bretagne-ban töltötte. Lacombe számára is az egyik legkedvesebb hely Camaret-sur-Mer, ahol szimbolista stílusban festett, pointillista technikákat is alkalmazva. 1893-ban Lacombe megismerkedett Paul Gauguinnel, aki nagy hatással volt rá.
Lacombe kitűnt nemcsak a festészetben, hanem a fafaragásban is, számos szimbolikus faszobrot alkotott, ő lett a Nabi-k szobrásza, ahogyan barátai nevezték.
Lacombe 1916-ban, 48 éves korában halt meg tuberkulózisban, legtöbb munkáját a párizsi Musée d’Orsay őrzi. Őriz tőle jeles munkákat a Musée des Beaux-Arts de Rennes is.

## Képek (válogatás)

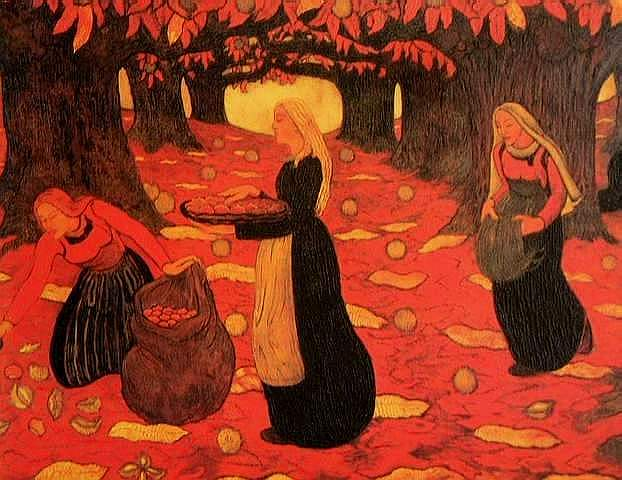
Gesztenye gyűjtögetők (1894)
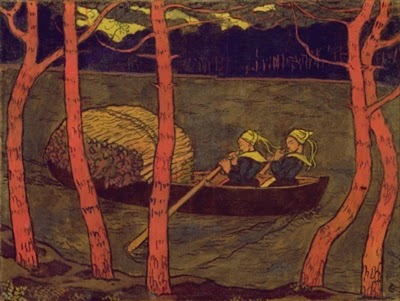
Nők Bretagne-ban hajóval (1892–93)
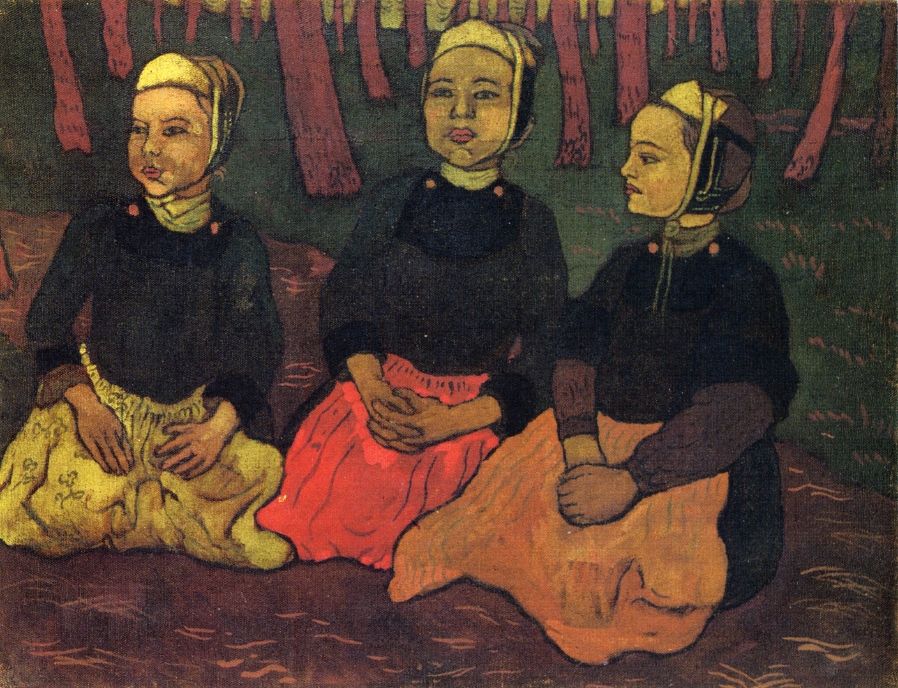
Három breton nő (1890)
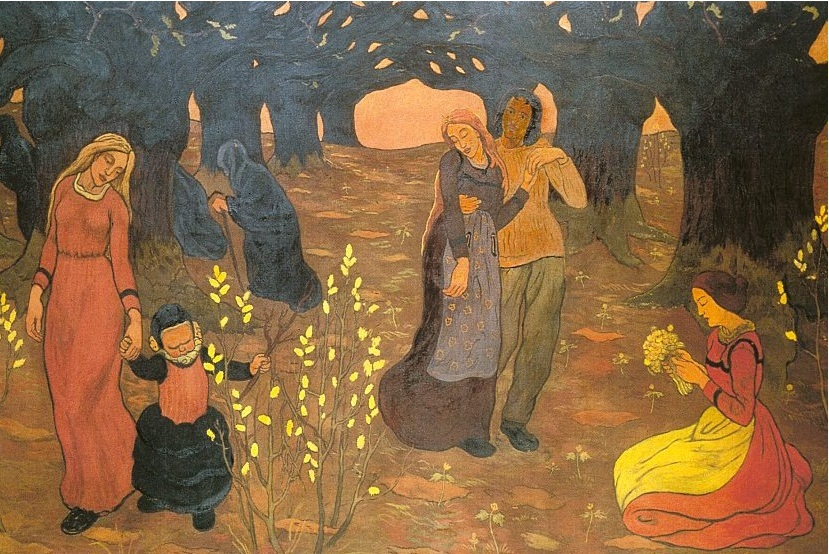
Életkép (1892)
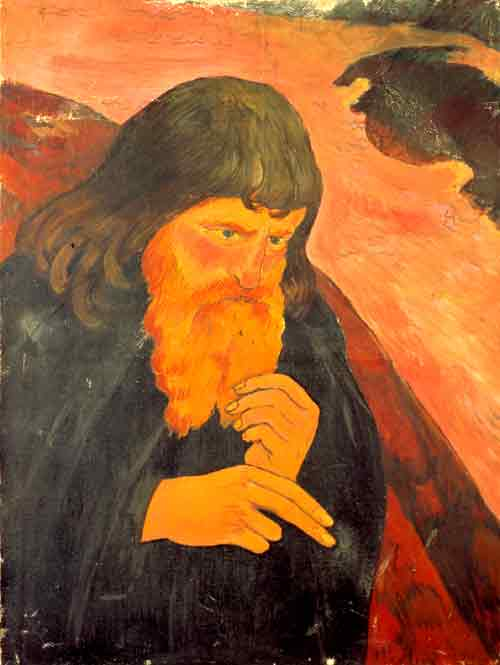
Paul Sérusier portréja (1894)
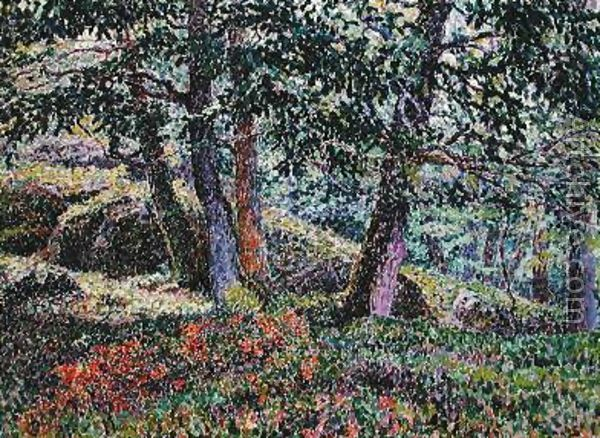
Tölgyek és kék bokrok (1900)
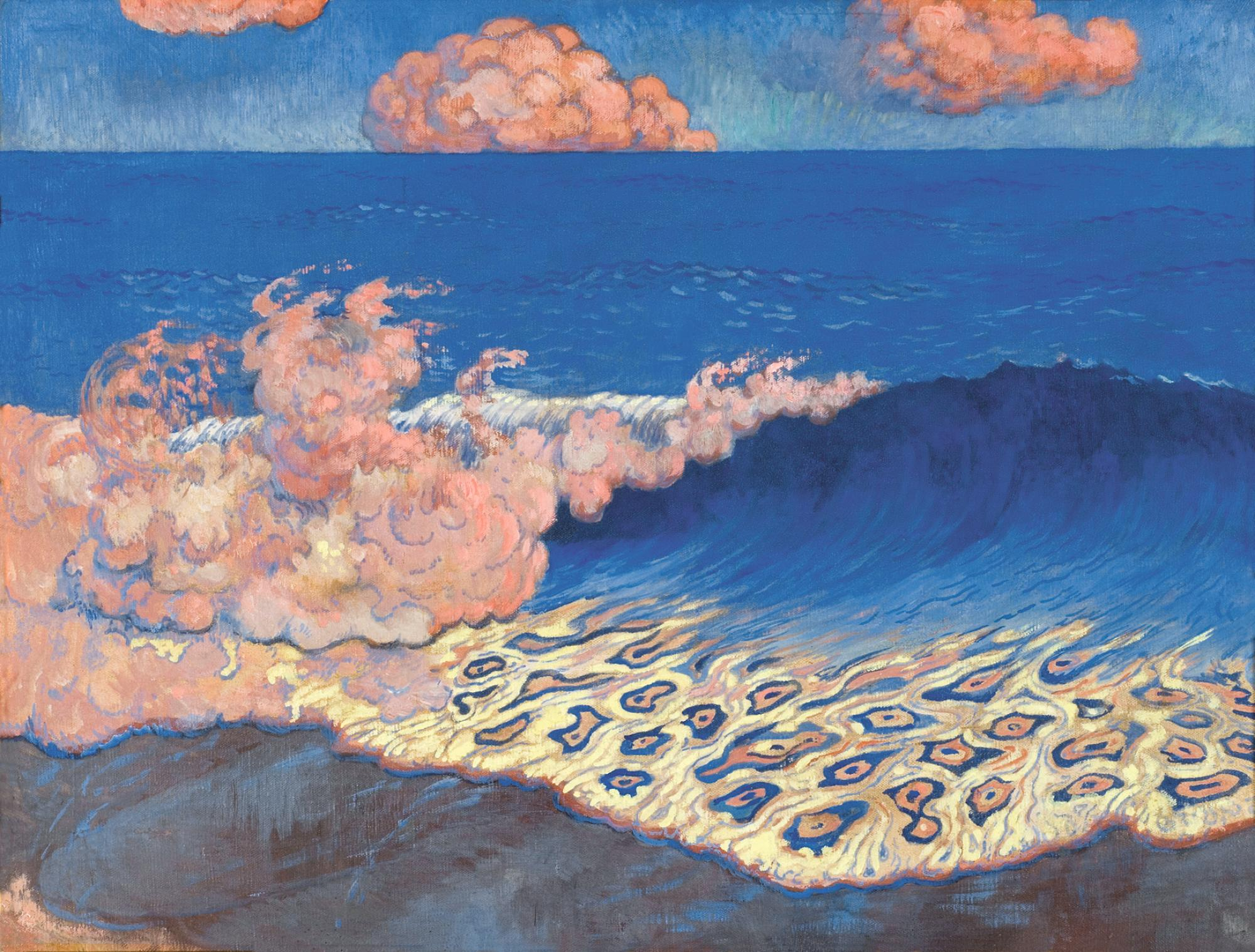
A tenger (Musée des Beaux-Arts de Rennes, 1893)
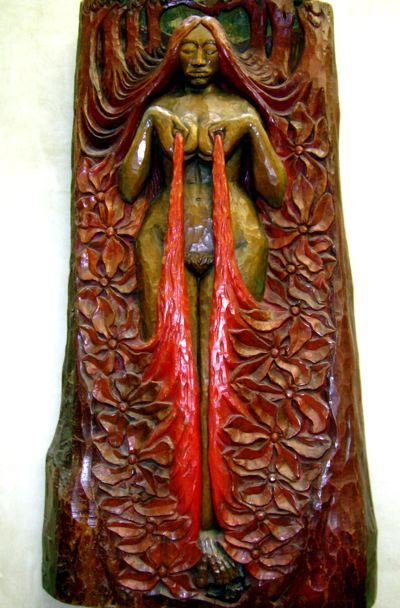
Isis (faszobor 1895)